# Josef Klövekorn
Josef Klövekorn (* 11. Juli 1882 in Uedem; † 31. August 1978 in Bonn) war ein deutscher Hochschullehrer für Musik und der Gründungsrektor der Pädagogischen Akademie Bonn 1946.
Klövekorn war der Sohn eines katholischen Volksschulhauptlehrers und besuchte das Gymnasium in Emmerich am Rhein bis zum Abitur 1902. Dann studierte er Deutsch, Englisch und Französisch sowie Geschichte in Münster, Marburg und Berlin bis zur Promotion 1907 in Münster/W. über ein Thema zu Karl Immermann bei Julius Schwering. Zusätzlich studierte er Musik. Die Lehrerlaufbahn begann er in Schulen in Köln und Barmen sowie in Rouen. Darauf wurde er Oberlehrer und Studienrat in Werden, Sterkrade und Krefeld. Von 1927 bis 1932 lehrte er als Dozent und Professor für Musik für katholische Lehramtsstudierende an der Pädagogischen Akademie Bonn, wurde 1932 in der preußischen Sparpolitik nach Beuthen versetzt und lehrte dort bis 1941 an der Hochschule für Lehrerbildung Beuthen. Anschließend wurde er an der Lehrerbildungsanstalt und im höheren Schuldienst in Beuthen beschäftigt bis zur Flucht im Januar 1945.
1946 wurde er über Joseph Antz vom Oberpräsidium in Nordrhein mit dem Neuaufbau der Pädagogischen Akademie Bonn (später Pädagogische Hochschule) beauftragt,  wo er drei Jahre als Professor für Musik und als Gründungsrektor tätig war. Von 1949 bis 1962 hatte er noch einen Lehrauftrag.
Eine historische Rolle fiel ihm zu, als er 1948 als Hausherr die Überlassung des Akademiegebäudes für den Parlamentarischen Rat und späteren Bundestag als Bundeshaus (Bonn) entschied. Dafür wurde ihm ein Neubau zugesagt.
Er war Mitglied der katholischen Studentenverbindung KStV Askania Berlin im KV.

## Schriften
- Immermanns Verhältnis zum deutschen Altertum: mit besonderer Berücksichtigung seines Romanzenzyklus „Tristan und Isolde.“, Münstersche Beiträge zur neueren Literaturgeschichte. Hrsg. von Schwering, H. 4. 1907, Band 4 von Münstersche Beiträge zur neueren Literaturgeschichte, Verlag H. Schöningh, 1907 [=Münsteraner Dissertation]
- Lied und Leben, Musikbuch, Hirt, Breslau 1931